# コイチヨウラン属
コイチヨウラン属（コイチヨウランぞく、学名：Ephippianthus 、和名漢字表記：小一葉蘭属）は、ラン科の属の一つ。

## 特徴
地生の多年草。地下に細い糸状の根茎がはい、地上に1花茎と1葉を出す。葉質はやや厚く、葉柄があり、葉身は卵形である。花茎は直立し、下部には鞘状の鱗片葉がある。花序に少数の花をつけ、苞は膜質で微細、花は小型で基本的に淡緑色。萼片は狭長楕円形で開出し、先端は鈍頭になる。側花弁は萼片と同形で萼片よりやや短い。唇弁は狭長楕円形で開出し、短い爪部があり、基部は両側が耳状にふくれる。蕊柱は萼片より短く、直立し、先端はやや弓状に内側に曲がる。

## 分布
東アジアの特産品で、2種ある。

## 種
- ハコネラン Ephippianthus sawadanus (F.Maek.) Ohwi ex Masam. et Satomi - 花の色は強い緑色、唇弁に歯牙があり、蕊柱の上方に翼形の突起がある。花期は6-7月。本州の埼玉県、神奈川県、静岡県、奈良県に分布する[1]。環境省の絶滅危惧II類(VU)に選定されている。
- コイチヨウラン Ephippianthus schmidtii Rchb.f. - 花の色は淡黄緑色、唇弁は全縁、蕊柱の上方に翼形の突起がない。花期は7-8月。北海道、本州中部地方以北、四国、千島列島、樺太に分布する[1]。